# أوتو برينر
أوتو برينر (بالألمانية: Otto Brenner)‏ هو نقابي وسياسي ألماني، ولد في 8 نوفمبر 1907 في هانوفر في ألمانيا، وتوفي في 15 أبريل 1972 في فرانكفورت في ألمانيا. حزبياً، نشط في الحزب الديمقراطي الاجتماعي الألماني وSocialist Workers' Party of Germany ‏. وقد انتخب رئيس مجلس الإدارة IG Metall ‏ (1952 – 1972) وانتخب عضو مجلس الشورى الموحد من ولاية سكسونيا السفلى.

## روابط خارجية
- أوتو برينر على موقع IMDb (الإنجليزية)
- أوتو برينر على موقع مونزينجر (الألمانية)
- أوتو برينر على موقع ميوزك برينز (الإنجليزية)